# Vosbles
Vosbles és un municipi francès situat al departament del Jura i a la regió de Borgonya - Franc Comtat. L'any 2007 tenia 115 habitants.

## Demografia

### Població
El 2007 la població de fet de Vosbles era de 115 persones. Hi havia 59 famílies de les quals 25 eren unipersonals (25 homes vivint sols), 21 parelles sense fills i 13 parelles amb fills.
La població ha evolucionat segons el següent gràfic:
Habitants censats

### Habitatges
El 2007 hi havia 95 habitatges, 60 eren l'habitatge principal de la família, 31 eren segones residències i 4 estaven desocupats. 91 eren cases i 4 eren apartaments. Dels 60 habitatges principals, 42 estaven ocupats pels seus propietaris, 15 estaven llogats i ocupats pels llogaters i 3 estaven cedits a títol gratuït; 1 tenia dues cambres, 12 en tenien tres, 24 en tenien quatre i 23 en tenien cinc o més. 40 habitatges disposaven pel capbaix d'una plaça de pàrquing. A 31 habitatges hi havia un automòbil i a 22 n'hi havia dos o més.

### Piràmide de població
La piràmide de població per edats i sexe el 2009 era:
| Homes | Edats   | Dones |
| ----- | ------- | ----- |
| 0     | 95 o +  | 0     |
| 0     | 90 a 94 | 0     |
| 0     | 85 a 89 | 0     |
| 0     | 80 a 84 | 4     |
| 0     | 75 a 79 | 4     |
| 8     | 70 a 74 | 4     |
| 4     | 65 a 69 | 0     |
| 12    | 60 a 64 | 4     |
| 0     | 55 a 59 | 0     |
| 8     | 50 a 54 | 0     |
| 4     | 45 a 49 | 8     |
| 8     | 40 a 44 | 0     |
| 0     | 35 a 39 | 4     |
| 0     | 30 a 34 | 0     |
| 0     | 25 a 29 | 0     |
| 0     | 20 a 24 | 0     |
| 4     | 15 a 19 | 4     |
| 12    | 10 a 14 | 4     |
| 0     | 5 a 9   | 4     |
| 0     | 0 a 4   | 0     |

## Economia
El 2007 la població en edat de treballar era de 70 persones, 58 eren actives i 12 eren inactives. De les 58 persones actives 51 estaven ocupades (32 homes i 19 dones) i 7 estaven aturades (3 homes i 4 dones). De les 12 persones inactives 2 estaven jubilades, 3 estaven estudiant i 7 estaven classificades com a «altres inactius».

### Ingressos
El 2009 a Vosbles hi havia 58 unitats fiscals que integraven 106,5 persones, la mediana anual d'ingressos fiscals per persona era de 17.006 €.

### Activitats econòmiques
L'únic establiment que hi havia el 2007 era d'una empresa classificada com a «altres activitats de serveis».
L'any 2000 a Vosbles hi havia 3 explotacions agrícoles que ocupaven un total de 519 hectàrees.

## Poblacions més properes
El següent diagrama mostra les poblacions més properes.